# Бейт-Даган
Бейт-Даган (ивр. בית דגן‎) — местный совет в Центральном округе Израиля. Расположен примерно в 10 км к юго-востоку от центра Тель-Авива, непосредственно к северо-востоку от города Ришон-ле-Цион, на высоте 35 м над уровнем моря. Площадь совета составляет 1,53 км².
Был основан в 1948 году на месте арабской деревни Байт-Даджан репатриантами из Йемена и Северной Африки. Получил статус местного совета в 1958 году.

## Население
По данным Центрального статистического бюро Израиля, население на начало 2020 года составляло 7 285 человек.
Динамика численности населения по годам:
| 1961 | 1972 | 1983 | 1995 | 2005 | 2006 | 2009 | 2013 | 2016 |
| ---- | ---- | ---- | ---- | ---- | ---- | ---- | ---- | ---- |
| 2900 | 2800 | 2200 | 2600 | 5400 | 5700 | 6800 | 7100 | 7099 |